# Fontaine de Ferney-Voltaire
La fontaine de Ferney-Voltaire est une fontaine située à Ferney-Voltaire, en France.

## Description
La fontaine est située dans le département français de l'Ain, sur la commune de Ferney-Voltaire. L'édifice est inscrit au titre des monuments historiques en 1988.